# Nahas Angula
Nahas Angula (ur. 22 sierpnia 1943 w Onyaanya) – namibijski polityk, minister edukacji, sportu i kultury w latach 1990-1995, minister szkolnictwa wyższego w latach 1995-2005 oraz minister obrony od 2012. Premier Namibii od 21 marca 2005 do 4 grudnia 2012.

## Życiorys
Nahas Angula urodził się w 1943 w miejscowości Onyaanya w regionie Oshikoto. W 1963 wstąpił do Organizacji Ludu Afryki Południowo-Zachodniej (SWAPO), walczącej o niepodległość Namibii. Od 1965 do 1989 przebywał na emigracji z powodów politycznych. W latach 1974–1976 był założycielem i pracownikiem Namibia Education Centre, instytucji edukacyjnej działającej w Lusace w Zambii. Od 1976 do 1980 był urzędnikiem w strukturach ONZ. W latach 1982–1989 pełnił funkcję sekretarza SWAPO ds. edukacji i kultury.
W chwili uzyskiwania niepodległości przez Namibię, Angula w 1989 powrócił do kraju. Od listopada 1989 do marca 1990 był członkiem Zgromadzenia Konstytucyjnego. W marcu 1990 został członkiem powstałego w jego miejsce Zgromadzenia Narodowego. W latach 1990–1995 zajmował stanowisko ministra edukacji, sportu i kultury. Od 1995 do 2005 był ministrem szkolnictwa wyższego.
W maju 2004 w wewnątrzpartyjnych prawyborach, Angula był jednym z trzech kandydatów rządzącej partii SWAPO (South-West Africa People's Organization) do urzędu prezydenta kraju. Zajął jednak trzecie miejsce i został wykluczony z drugiej rundy głosowania. Poparł wówczas Hifikepunye Pohambę, który ostatecznie został wybrany kandydatem prezydenckim SWAPO.
Po wygranych wyborach, 21 marca 2005 prezydent Pohamba mianował go nowym szefem rządu. Urząd zajmował do 4 grudnia 2012, kiedy zastąpił go Hage Geingob, wybrany dwa dni wcześniej po raz kolejny na stanowisko wiceprzewodniczącego SWAPO. W nowym rządzie Angula został ministrem obrony.

## Odznaczenia
- Najjaśniejszy Order Słońca I klasy (Namibia)[6]